# Tajemnica kontroli państwowej
Tajemnica kontroli państwowej – termin prawniczy wprowadzony ustawą z dnia 23 grudnia 1994 r. o Najwyższej Izbie Kontroli.
- Pracownicy NIK zobowiązani są do zachowania w tajemnicy wszelkich informacji, które uzyskali w związku z wykonywaniem obowiązków służbowych.